# (225) Henrietta
(225) Henrietta ist ein Asteroid jenseits des äußeren Hauptgürtels, der am 19. April 1882 vom österreichischen Astronomen Johann Palisa an der Universitätssternwarte Wien entdeckt wurde.
Der Asteroid wurde benannt zu Ehren der Ehefrau des französischen Astronomen Jules Janssen (1824–1907), Pionier der Spektroskopie der Sonne und Direktor des Observatoriums von Meudon. Die Benennung erfolgte durch Janssen.
(225) Henrietta wird zwar zu den Hauptgürtelasteroiden gezählt, bewegt sich aber außerhalb der Hecuba-Lücke und ist damit ein Mitglied der Cybele-Gruppe.

## Wissenschaftliche Auswertung
Aus Ergebnissen der IRAS Minor Planet Survey (IMPS) wurden 1992 Angaben zu Durchmesser und Albedo für zahlreiche Asteroiden abgeleitet, darunter auch (225) Henrietta, für die damals Werte von 120,5 km bzw. 0,04 erhalten wurden. Eine radarastronomische Beobachtung an Arecibo-Observatorium vom 17. bis 25. August 2001 bei 2,38 GHz ergab einen effektiven Durchmesser von 128 ± 16 km. Eine Auswertung von Beobachtungen durch das Projekt NEOWISE im nahen Infrarot führte 2011 zu vorläufigen Werten für den Durchmesser und die Albedo im sichtbaren Bereich von 128,0 km bzw. 0,04. Nach neuen Messungen mit NEOWISE wurden die Werte 2014 auf 95,9 km bzw. 0,06 korrigiert. Nach der Reaktivierung von NEOWISE im Jahr 2013 und Registrierung neuer Daten wurden die Werte 2015 zunächst mit 108,7 km bzw. 0,05 angegeben und dann 2016 korrigiert zu 105,6 km bzw. 0,05, diese Angaben beinhalten aber alle hohe Unsicherheiten.
Photometrische Messungen des Asteroiden fanden erstmals statt am 22. Mai 1982 und 13. Oktober 1983 am Kitt-Peak-Nationalobservatorium in Arizona. Aus den lückenhaften Lichtkurven konnte keine eindeutige Rotationsperiode bestimmt werden, es wurden 8,75 h, aber auch 11,0 h als möglich erachtet. Neue Beobachtungen erfolgten am 19. und 20. März 1987 am La-Silla-Observatorium in Chile. Die aufgezeichnete Lichtkurve passte sowohl zu einer Rotationsperiode von 8,4 h als auch 4,2 h. Weitere Messungen wurden daher als notwendig angesehen.
Dies geschah dann vom 3. August bis 25. Oktober 1995, wo über einen Zeitraum von drei Monaten am Observatoire de Château Renard und dem Observatoire du Pic du Midi in Frankreich sowie am Astronomischen Observatorium der Universität Warschau in Ostrowik in Polen photometrische Messungen erfolgten. Dabei konnte eine detaillierte Lichtkurve gewonnen werden, aus der sich eine Rotationsperiode von 7,356 h bestimmen ließ. Außerdem konnte aus den archivierten Daten von 1982 bis 1995 eine Position für die Rotationsachse (allerdings kein Drehsinn) und die Achsenverhältnisse eines dreiachsig-ellipsoidischen Gestaltmodell berechnet werden. Im gleichen Zeitraum, nämlich während drei Nächten vom 20. September bis 17. Oktober 1995 am Charkiw-Observatorium in der Ukraine und am Krim-Observatorium in Simejis stattfindende Beobachtungen konnten ebenfalls zu einer Periode von 7,360 h ausgewertet werden.
Eine Bestätigung für diese Rotationsperiode brachten dann noch weitere Messungen vom 15. Februar bis 25. März 2012 am Organ Mesa Observatory in New Mexico mit einem Wert von 7,3556 h sowie vom 23. März bis 2. April 2012 am Oakley Southern Sky Observatory in New South Wales, Australien mit einem Wert von 7,352 h. Aus archivierten Daten des Asteroid Terrestrial-impact Last Alert System (ATLAS) aus dem Zeitraum 2015 bis 2018 wurde dann in einer Untersuchung von 2020 mit der Methode der konvexen Inversion und für ein ellipsoidisches Gestaltmodell des Asteroiden eine Position für die Rotationsachse mit einer prograden Rotation sowie eine Periode von 7,35610 h bestimmt.
Zwischen 2012 und 2018 wurden mit der All-Sky Automated Survey for Supernovae (ASAS-SN) auch photometrische Daten von 20.000 Asteroiden aufgezeichnet. Auf mehr als 5000 davon konnte erfolgreich die Methode der konvexen Inversion angewendet werden, darunter auch (225) Henrietta, für die in einer Untersuchung von 2021 ein verbessertes dreidimensionales Gestaltmodell für eine Rotationsachse mit prograder Rotation und einer Periode von 7,3561 h berechnet wurde. Aus den Daten von ATLAS konnte in einer Untersuchung von 2022 mit der Methode der konvexen Inversion noch einmal eine Rotationsperiode von 7,35611 h berechnet werden.